# Era Vulgaris
Era Vulgaris is het vijfde studioalbum van de Zuid-Californische band Queens of the Stone Age. Het album werd op 8 juni 2007 officieel uitgebracht in de VS en Europa.
Het album bevat een nieuwe stevigere cd-hoes, een super jewel box, evenals vele andere cd's die zijn uitgebracht dit jaar.
Bij 3VOOR12 op 3FM werden 3 nieuwe nummers op 6 juni 2007 als primeur uitgezonden door Eric Corton, die ook de primeur had voor de single Sick, Sick, Sick.
Verder bevat het album een rechthoekige poster, met aankondiging voor de cd, geheel in stijl van QOTSA, met het vernieuwde logo en de tekeningen van het album.
Het album bevat de singles Make It Wit Chu, Sick, Sick, Sick en 3's and 7's.

## Tracklist
1. "Turnin' on the Screw" – 5:20
2. "Sick, Sick, Sick" (Homme, Goss, Van Leeuwen, Castillo)(met Julian Casablancas van The Strokes) – 3:34
3. "I'm Designer" – 4:04
4. "Into the Hollow" – 3:32
5. "Misfit Love" – 5:39
6. "Battery Acid" – 4:36
7. "Make It Wit Chu" (Homme, Johannes, Melchiondo) – 4:50
8. "3's & 7's" – 3:34
9. "Suture Up Your Future" – 4:37
10. "River in the Road" – 3:19
11. "Run, Pig, Run" – 4:48
12. "The Fun Machine Took a S**! & Died" (bonustrack) - 6:56